# Воеполка
Воеполка — река в России, протекает в Республике Карелия. Устье реки находится в 8 км по правому берегу реки Енги. Длина реки — 13 км.
Высота истока — озера Воеполь — 140,9 м над уровнем моря.

## Данные водного реестра
По данным государственного водного реестра России относится к Баренцево-Беломорскому бассейновому округу, водохозяйственный участок реки — Нижний Выг от Выгозерского гидроузла и до устья. Речной бассейн реки — бассейны рек Кольского полуострова и Карелии, впадает в Белое море.
Код объекта в государственном водном реестре — 02020001312102000006574.